# Smrečje v Črni
Smrečje v Črni je naselje v Občini Kamnik.

## Zgodovina
Smrečje v Črni se v starih listinah omenjajo leta 1491, ko je Volbenk Gornjegrajski dal Mihi Smrečniku in njegovi ženi Heleni v zakup kmetijo v Smrečju, ki jo je podedoval od Jošta Gallenberškega.